# 지방도 제347호선
지방도 제347호선은 경기도 양주군 주내면 광사리와 포천군 신북면 덕둔리를 잇던 경기도의 지방도이다. 지금의 지방도 제379호선 구간과 거의 일치한다.

## 연혁
이 지방도는 2005년에 폐지되었지만 행정구역 명칭은 2003년 승격한 양주시와 포천시 행정구역 명칭이 반영되지 않았다.
- 1995년 10월 30일 : 지방도 제347호선 신설[1]
- 2005년 3월 28일 : 노선 폐지[2]

## 주요 경유지
- 양주군
  - 주내면 광사리 - 만송리 - 삼숭리
  - 회천면 율정리 - 회암리

- 동두천시
  - 광암동

- 포천군
  - 신북면 오룡리 - 금동리 - 덕둔리

## 같이 보기
- 지방도 제379호선